# 狭舌多榔菊
狭舌多榔菊（学名：Doronicum stenoglossum）为菊科多榔菊属的植物，为中国的特有植物。分布于中国大陆的云南、西藏、四川、青海等地，生长于海拔2,150米至3,900米的地区，多生在亚高山、林缘、次生灌丛中、高山草坡及云杉林下，目前尚未由人工引种栽培。